# Düvier
Düvier là một đô thị thuộc huyện Vorpommern-Greifswald (trước thuộc Demmin), bang Mecklenburg-Vorpommern, Đức. Đô thị Düvier có diện tích 26,57 km², dân số thời điểm ngày 31 tháng 12 năm 2006 là 557 người.